# Eleanor Rigby
〈Eleanor Rigby〉는 1966년 음반 《Revolver》에서 45rpm싱글로 발매된 비틀즈의 노래이다. 이 곡은 주로 폴 매카트니가 쓴 것으로, 레논-매카트니가 쓴 것으로 되어 있다.
이 노래는 주로 로큰롤과 팝 중심의 행동에서 좀 더 실험적인 스튜디오에 기반을 둔 밴드로 비틀즈를 계속해서 변화시켰다. 조지 마틴의 이중 현악 사중주곡과 외로움에 대한 인상적인 가사로, 〈Eleanor Rigby〉는 음악적으로나 서정적으로나 대중 음악 컨벤션과 첨예하게 결별했다.

## Eleanor Rigby라는 이름의 탄생 과정
폴 메카트니는 피아노를 실험하면서 이 곡을 생각해냈다. 폴 매카트니가 처음 선택한 주인공은 Eleanor Rigby가 아닌 Miss Daisy Hawkins였다. Eleanor Rigby 라는 이름은 브리스톨에 있는 Rigby & Evens Ltd.의 가게 이름에서 따왔다. Eleanor 라는 이름은 1965년 영화 help!에서 주연을 맡은 Eleanor Bron 때문일 수 있다고 폴 메카트니는 말했다. 그는 1984년에 이렇게 회상했다.
"그냥 이름이 마음에 들었습니다. 자연스럽게 들리는 이름을 찾고 있었습니다. 그 중 'Eleanor Rigby'는 자연스럽게 들렸습니다."